# Chiesa di San Lorenzo (Abbadia Lariana)
La chiesa di San Lorenzo è una chiesa parrocchiale cattolica, situata nel comune di Abbadia Lariana e appartenente alla diocesi di Como. Collocata in una posizione adiacente alle acque del lago di Como, sul Lungolago, è possibile osservare in essa opere d’arte antiche, come affreschi risalenti al XVII secolo ma anche più moderne.

## Storia
Nel luogo in cui ora sorge la chiesa parrocchiale era presente il monastero di San Pietro, fondato negli anni 770-772 da parte del re longobardo Desiderio, sorta su una preesistente cella del monastero pavese di San Pietro in Ciel d'Oro; oltre al fatto che la presenza del lago a fianco dell’edificio non fu motivo di vantaggio per la sua conservazione a causa delle tracimazioni, questo cadde in disuso intorno al XII secolo. 
Nel XIII secolo l’Ordine dei Padri Serviti si occupò della ricostruzione dell’edificio dedicando la chiesa ai santi Vincenzo ed Anastasio. La costruzione doveva essere decisamente piccola, ad una sola navata, con il presbiterio quadrangolare e il tetto basso costruito utilizzando travi di castagno. 
Nel 1788 i  Padri Serviti si trasferirono a Como nel convento di San Gerolamo e cedettero la chiesa alla parrocchia che la inaugurò come chiesa parrocchiale dedicandola a san Lorenzo al posto della precedente, in cattive condizioni, che si trovava nella località ora chiamata Chiesa rotta.
È il 1887 quando si decide, grazie al progetto dell'ingegner Giovanni Maria Stoppani di ampliare il presbiterio con un'abside e di aggiungere due navate laterali che rimarranno però nascoste al celebrante a causa degli ingombranti pilastri che sostengono il tetto, anch’esso alzato e ricostruito. Quest’ultimo non resistette a lungo e l’acqua penetrata causerà il deterioramento delle opere presenti nella chiesa, che richiesero vari restauri. 
Nel 1915 gli interni furono affrescati da Luigi Tagliaferri che dipinse al centro della volta la scena del martirio di san Lorenzo, i dodici apostoli sui pilastri che sorreggono la volta e la raffigurazione dell’Apocalisse con l’immagine rappresentante la gloria dell’Agnello descritta da san Giovanni nel catino dell’abside. Sono presenti inoltre ai lati dell’altare due quadri del pittore Buzzoni raffiguranti la vita di San Lorenzo. 
Nel 1989 infine fu costruito il fonte battesimale dallo scultore Fulvio Simoncini.

## Restauri
All’inizio del secolo vi furono importanti opere di restauro che hanno rimediato al degrado degli affreschi e delle opere presenti nella chiesa; i lavori più importanti furono quelli compiuti in favore del crocifisso e degli affreschi seicenteschi che rappresentano la devozione di  sant’Agostino.

### Crocifisso ligneo
Il manufatto fu portato dalla vecchia chiesa, in cui era presente un altare dedicato al crocifisso, fino all’abbazia dei serviti dopo la ricostruzione del 1887; la tradizione lo considerava molto antico, dal modo in cui si presentava infatti poteva essere considerato di epoca quattrocentesca o almeno risalente al cinquecento. Per questo motivo il restauro, concluso nel maggio del 2009 fu un lavoro che rispondeva anche alla volontà di accertare l’autenticità tramandata appunto dalla tradizione. I risultati non furono però quelli sperati: nonostante le varie ridipinture si è dedotto attraverso vari sondaggi che l’opera, anche se alcune sue caratteristiche possono essere ricondotte a periodi precedenti, dev’essere stata effettuata in epoca ottocentesca, probabilmente utilizzando come modello un esemplare più antico, presente nella chiesa parrocchiale precedente e successivamente andato perduto. 
Prima del restauro le condizioni del crocifisso erano piuttosto critiche, tanto che le condizioni del viso e del corpo richiesero un’intera bonifica di struttura ma anche una stuccatura. Si è poi proceduto alla pulitura della statua, al consolidamento e all’integrazione , al ritocco sottotono. Questi passaggi furono applicati anche in modo da eliminare i guasti prodotti dalle sellerine che erano state utilizzate con la funzione di fissare al supporto di legno il reticolo delle vene. Anche la croce dorata, sicuramente ottocentesca, fu sottoposta a un’operazione di restauro.

### Le tele di tradizione agostiniana e la Madonna della Cintura
I due dipinti di epoca seicentesca, che continuano la  tradizione barocca, dovettero essere sottoposti a operazioni di pulitura, consolidamento, rifoderatura, un adatto telaio, di ringranaratura a velatura e di ritocco per le abrasioni e le perdite di colore; possono essere associati ad un artista comasco o milanese anche se in realtà l’autore è ignoto. Essi furono trasportati dall’antica chiesa parrocchiale, la “Chiesa Rotta”, così come il crocifisso. Il più significativo dei due, che fu collocato nell’odierna chiesa solo nel 1915 è quello che si trova nella navata destra, le sue dimensioni sono 19 cm per 262 e rappresenta  sant’Agostino in paramenti episcopali inginocchiato mentre riceve dalle mani della Vergine con in braccio il Bambino Gesù la sacra cintura; è accompagnato da santa Monica  e san Domenico e la scena si svolge in un ambiente caratterizzato da una vegetazione lussureggiante in cui si staglia una cinta fortificata. Nell’angolo in basso a destra si trova la figura di un cherubino mentre regge una brocca d’acqua e un grappolo d’uva.
Nel paese un tempo vi era la grande solennità della Madonna della Cintura in cui la statua secentesca, anch’essa presente nella parrocchiale veniva trasportata in processione lungo le sponde del lago ed è a questa devozione che probabilmente si devono riferire le ampie tele relative a  sant’Agostino.
Tuttora la prima domenica di settembre una statua della Madonna con Gesù Bambino in braccio una volta all’anno viene esposta in un trono e portata in processione.